# Фриз (брейк-данс)
Фриз (freeze с англ. — «замораживание») — техника бибоинга, которая заключается в прекращении движения, обычно в интересной позе, или в позе, в которой трудно удерживать равновесие.
Спины (spin с англ. — «вращение») часто сочетаются с фризами.

## Примеры
Существует большое количество фризов, вот некоторые из них:
- Turtle — в русскоязычном варианте: черепашка — горизонтальное вращение тела на согнутых руках, которые упираются локтями в пресс. Вращение заключается в перетаскивании тела с одного локтя, который упирается в определённую часть пресса (правую или левую), на другой опорный локоть с одновременным направлением тела в сторону движения.
- Baby freeze — фриз, схожий с Turtle, но без вращения. В отличие от Turtle, голова опущена, и одно колено держится на локте. Разновидности: open baby freeze, close baby freeze, baby gun.
- Air baby freeze — стояние на чуть согнутой в локте руке с поставленным на локоть коленом.
- Air Chair — локоть упирается трицепсом в тазобедренную часть, ноги вместе и на себя, тело разворачивается как можно сильнее к полу, чтобы казалось, будто би-бой стоит спиной к земле.